# Річард Бартелмесс
Річард Семлер Бартелмесс (англ. Richard Semler Barthelmess; 9 травня 1895, Нью-Йорк, США — 17 серпня 1963, Саутгемптон, Нью-Йорк, США) — американський кіноактор і продюсер, номінант на премію «Оскар» 1929 року за найкращу чоловічу роль.

## Біографія

### Ранні роки
Річард Семлер Бартелмесс народився 9 травня 1895 року в родині актриси Керолайн Гарріс. Його мати в 1909–1917 роках грала другорядні ролі у фільмах Девіда Ворка Ґріффіта, де знімалися Тед Бар і Мері Пікфорд. А заодно викладала англійську Аллі Назімовій.
У 1913 році Річард вступив у Хартфорд Триніті-коледж. Через два роки взяв участь у зйомках фільму кінокомпанії «Хартфорд філм корпорейшн». Студія збанкрутувала, але незабаром відбулася зустріч молодого Бартелмесса з Аллою Назімовою, яка дала старт його кінокар'єрі. В 1916 році вони разом дебютували у фільмі «Наречена війни».

### Кінокар'єра
Короткометражка «Наречена війни» стала першим фільмом Річарда Бартелмесса. Його гру визнали вдалою і Бартелмесс став професійним актором, отримують 50$ в тиждень. Всього ж у 1916 році Бартелмесс знявся в трьох фільмах. В одному з них він навіть отримав головну роль. У 1917 році Річард Бартелмесс знявся в одинадцяти стрічках. У декількох з них головну роль відігравала Маргеріт Кларк. 1919 рік став етапним для актора. Його помітив Девід Ворк Ґріффіт і зняв у кількох своїх картинах. З восьми фільмів у п'яти партнерками Бартелмесса були сестри Гіш. Особливо вдалою стала його роль у фільмі «Зламані пагони» з Ліліан Гіш. Він створив образ прекрасного, благородного і скромного молодого героя. Такий не міг не сподобатися публіці. Річард Бартелмесс став вважатися одним з найкрасивіших чоловіків Голлівуду. Його слава зростала. У 1921 році він вирішив заснувати власну кінокомпанію. Об'єднавшись з відомим режисером Генрі Кінгом і Чарльзом Г. Дюелом, Бартелмесс заснував «Інспірейшн пікчерс». Фірма випустила одинадцять фільмів, але окупилися з них тільки два. Через шість років її довелося закрити.
Незважаючи на це, Бартелмесс отримав вигідний контракт, що передбачає зйомку трьох картин у рік. У другій половині 1920-х років глядачам запам'яталися його ролі сусідських хлопців: Ніккі Елкінса в «Пастці», Джеррі Ларрабі у «Втомлена ріка» і Девіда Керролла в «Тягар».
У 1929 році Бартелмесс став одним з двох перших номінантів премії «Оскар» за найкращу чоловічу роль. Але переможцем став Еміль Яннінгс.
Поява звуку в кіно позбавило роботи багатьох акторів. На щастя для Річарда Бартелмесса, він в їх число не потрапив. Хоча це нововведення позначилося і на його творчості. На початку 1930-х ще не було молодих зірок, здатних скласти конкуренцію Бартелмессу. А звук давав нові технічні можливості. Актор отримав можливість створювати більш складні психологічні ролі.
Фільм «Хатина у бавовнику» розповідає історію Марвіна Блейка, юнака, якого дитиною взяв до себе в будинок багатий плантатор. Згодом молодий чоловік стає об'єктом уваги дочки багатія — Мадж. Партнеркою Річарда стала Бетті Девіс, що нещодавно приїхала до Голлівуду. В «Останньому польоті» Бартелмесс зіграв представника втраченого покоління, а в «Сучасному герої» вперше для себе створив образ негативного героя. Але вже в середині 30-х років студія відмовилася продовжити з ним контракт. Ще кілька років його запрошували на ролі другого плану. Однією з них став Бат МакФерсон, льотчик з картини «Тільки в ангелів є крила». Бартелмесс грав пілота, який потрапив у ситуацію, яка коштувала життя його товаришеві. Відчуваючи себе винним, МакФерсон змінив ім'я і виїхав в іншу країну. Але там зустрів рідного брата загиблого. Він не зміг загладити провину, але хоча би примирив себе з самим собою. Його дружину зіграла Ріта Хейуорт, для якої це був дебют у фільмах категорії А. Останнім фільмом актора став «Майор з 44-ї вулиці», режисера Альфреда Гріна.

### Особисте життя
У 1920 році Бартелмесс одружився з танцівницею та актрисою Мері Хей. Вона також знімалася у Гріффіта, і фільм «Водоспад життя» звів її з Бартелмессом на одному знімальному майданчику. Після весілля вона знялася лише в одному фільмі — «Нові іграшки». Разом з Бартелмессом вони стали його продюсерами і зіграли головні ролі. У Річарда і Мері народилася дочка, її назвали на честь матері. Але шлюб це не врятувало. У 1927 році подружжя розлучилося.
Але вже в наступному році Річард Бартелмесс знову одружився. Його дружиною стала Джессіка Стюарт Сарджент. Цей шлюб виявився вдалим і тривав до самої смерті Бартелмесса.

### Життя після кіно
У 1942 році Бартелмесс, не маючи контракту і нових пропозицій на зйомки, завербувався у Військово-морські сили США, де і прослужив до кінця другої світової війни. У відставку вийшов у званні капітан-лейтенанта. Завдяки мудрому вкладенню інвестицій в нерухомість, забезпечив собі безбідне життя.
Помер в Саутгемптоні 17 серпня 1963 року від раку горла. Похований на кладовищі Фернкліфф, в 25 милях на північ від Мангеттена.

## Нагороди
Дві номінації на премію «Оскар» 1929 року за найкращу чоловічу роль у фільмах «Пастка» і «Лакований хлопець».

## Факти
- Бартелмесс був одним з 36 засновників Американської Академії кінематографічних мистецтв і наук, яка сьогодні вручає кінопремію «Оскар».
- За внесок у розвиток кінематографа удостоєний зірки № 6755 на Голлівудській алеї слави.

## Вибрана фільмографія
- 1920 — Водоспад життя / Way Down East — Давид Бартлетт
- 1927 — Лакований хлопець / The Patent Leather Kid — Лакований Кід